# Mainzer Zeitschrift
Die Mainzer Zeitschrift. Mittelrheinisches Jahrbuch für Archäologie, Kunst und Geschichte ist eine Fachzeitschrift für Geschichtsforschung. Sie wird vom Mainzer Altertumsverein herausgegeben. Sie erscheint seit 1845 periodisch, zunächst als  Zeitschrift des Vereins zur Erforschung der Rheinischen Geschichte und Altertümer mit insgesamt vier Bänden, dann ab 1906 als Mainzer Zeitschrift. Von 1992/1993 bis 2013 wurde sie über den Verlag Philipp von Zabern vertrieben. Seit 2013 erscheint sie im Selbstverlag.